# ОШ „Добрисав-Добрица Рајић” Бистрица
ОШ „Добрисав-Добрица Рајић” Бистрица једна је од шест основних школа на територији општине Нова Варош. Школа је почела са радом 1885. године са 40 ученика.
Први пут школа ради као осморазредна школске 1953/1954. године. Настава се одвија у матичној школи у Горњој Бистрици, у два објекта. Школу похађају сви ученици засеока: Горње и Доње Бистрице и Челица, као и околних села. У саставу школе је и издвојено одељење које се налази у Доњој Бистрици, у једном објекту. Због недостатка ђака затворено је 2009. године. 